# Сан-Чиприано-д’Аверса
Сан-Чиприано-д’Аверса (итал. San Cipriano d'Aversa) — коммуна в Италии, располагается в регионе Кампания, в провинции Казерта.
Население составляет 12882 человека (2008), плотность населения — 2147 чел./км². Занимает площадь 6 км². Почтовый индекс — 81036. Телефонный код — 081.
Покровителями коммуны почитаются священномученик Киприан и святая Иустина, празднование 26 сентября.

## Демография
Динамика населения:

## Администрация коммуны
- Официальный сайт: http://www.comune.sanciprianodaversa.ce.it/